# ثيو ديروت
ثيو ديروت (بالفرنسية: Théo Derot)‏ مواليد 17 يونيو 1992 في نيم، فرنسا، هو لاعب كرة يد فرنسي يلعب كظهير أيسر. يلعب حاليا مع نادي نانت لكرة اليد ويحمل الرقم 14. مثل منتخب فرنسا لكرة اليد.

## سجل المنافسة
شارك في البطولات التالية:
- بطولة أوروبا لكرة اليد للرجال 2016

## روابط خارجية
- ثيو ديروت على موقع الاتحاد الأوروبي لكرة اليد (الإنجليزية)
- ثيو ديروت على موقع الاتحاد الفرنسي لكرة اليد (الفرنسية)
- ثيو ديروت على موقع اللجنة الأولمبية الدولية (الإنجليزية)
- ثيو ديروت على موقع أوليمبيديا (الإنجليزية)